# Elophos amphibolaria
Elophos amphibolaria là một loài bướm đêm trong họ Geometridae.